# Adams National Historical Park
Der Adams National Historical Park ist eine Gedenkstätte zur Erinnerung an die Familie Adams, aus der zwei US-Präsidenten und mehrere weitere Politiker, Diplomaten, Militärs, Unternehmensführer und Wissenschaftler hervorgegangen sind. Der 1946 erstmals gewidmete National Historical Park liegt in Quincy im US-Bundesstaat Massachusetts, einem Vorort von Boston, und wird vom National Park Service verwaltet.

## Bauwerke in der Gedenkstätte
Zum Adams National Historical Park gehören elf historische Gebäude, die mit dem Leben der Mitglieder der Familie Adams verbunden sind. Darunter:
- Das Geburtshaus von John Adams (1735–1826), der zwischen 1797 und 1801 der 2. Präsident der Vereinigten Staaten war.
- Das Geburtshaus von John Quincy Adams (1767–1848), Sohn von John Adams und von 1825 bis 1829 der 6. US-Präsident.
- Das Wohnhaus und Farmgebäude Peacefield, in dem John Adams und seine Frau Abigail Adams ab 1788 wohnten.
- Die Stone Library, ein Bibliotheksbau, den Charles Francis Adams, Sr. 1870 in Erfüllung einer testamentarischen Anregung seines Vaters John Quincy Adams bauen ließ. Heute enthält sie Unterlagen und rund 12.000 Bücher aus sechs Generationen der Adams.

Auf dem Gelände steht auch die United First Parish Church, eine Kirche der Unitarian Universalists, in der beide US-Präsidenten und ihre Frauen in einer Familiengruft begraben liegen. Der heutige Bau aus dem Jahr 1828 wurde von Architekt Alexander Parris errichtet. Die Kirche gehört jedoch nicht zur Gedenkstätte; sie ist im Besitz der Kirchengemeinde und wird noch heute genutzt.

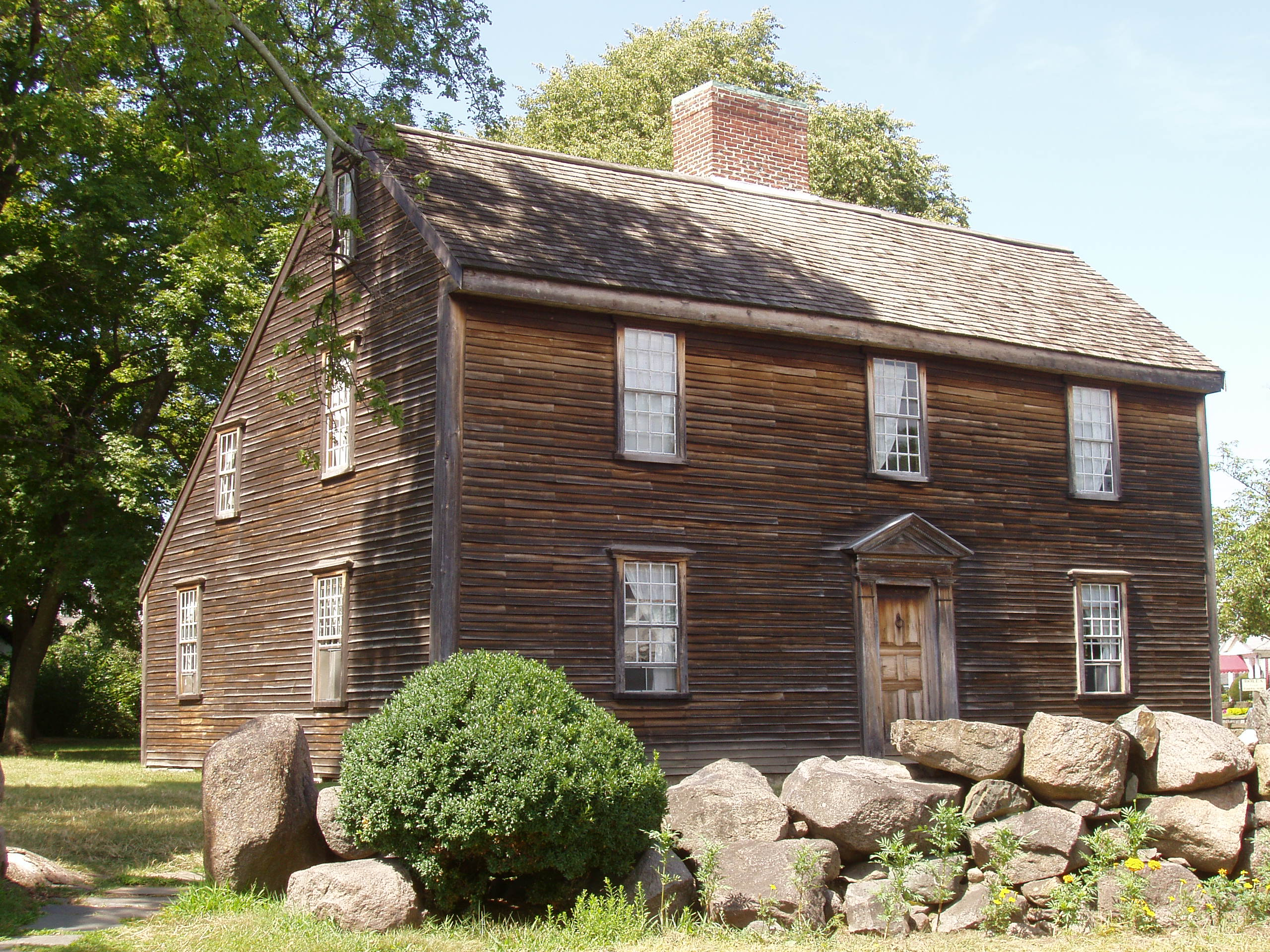
Geburtshaus von John Adams
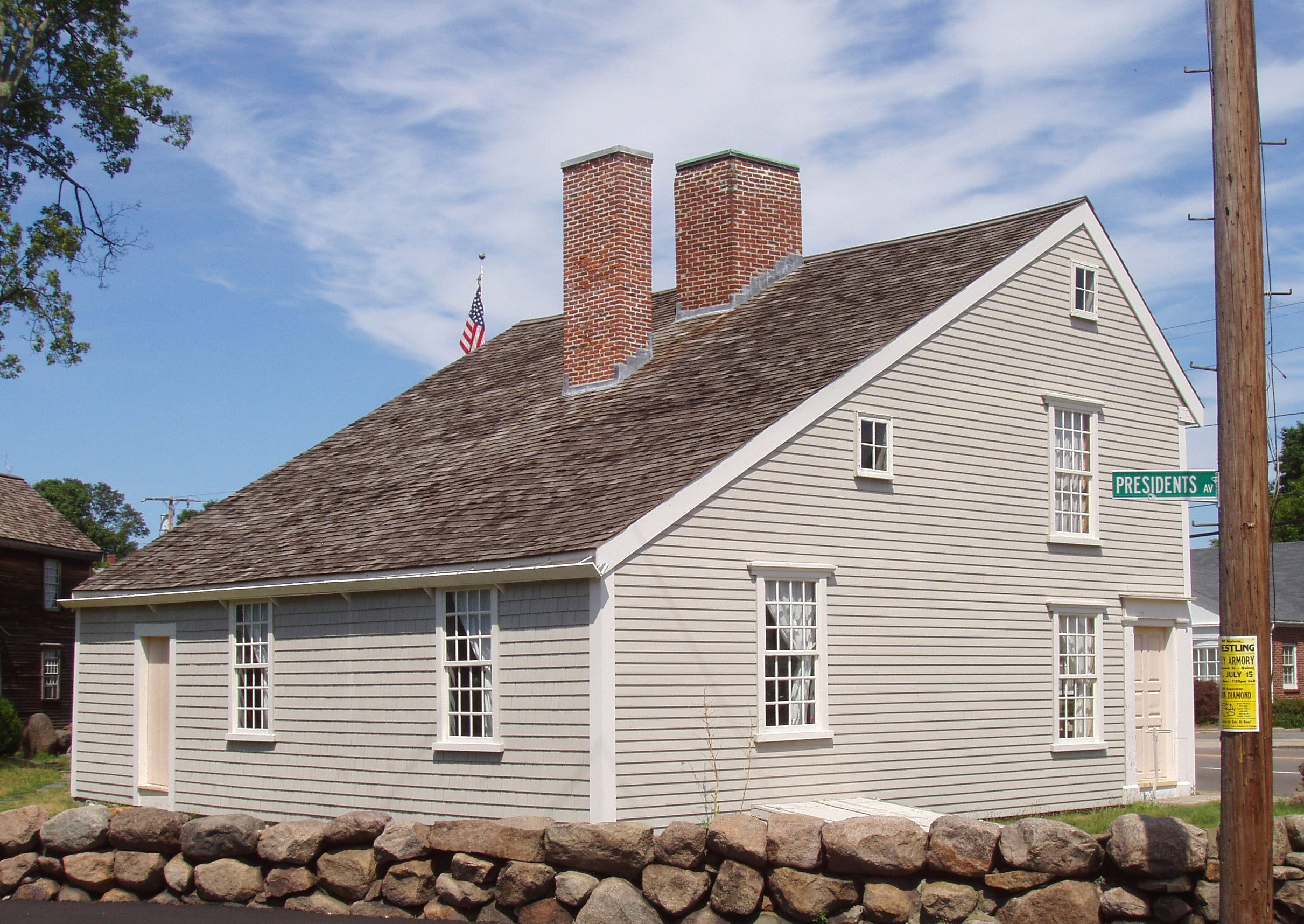
Geburtshaus von John Quincy Adams
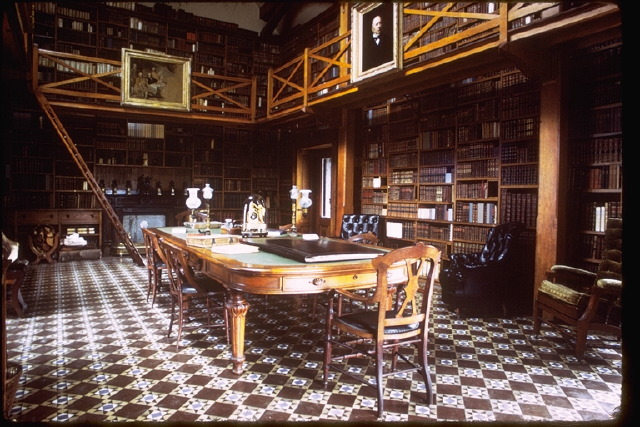
Die Stone Library
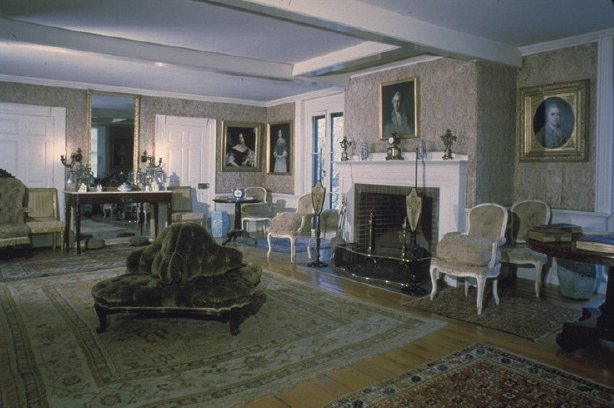
Der Empfangsraum in Peacefield

Zu den weiteren Angehörigen der Familie Adams, die auf dem Gelände lebten, gehören Charles Francis Adams, Sr., Sohn von John Quincy, Diplomat und US-Senator, Charles Francis Adams, Jr., Sohn von Charles Francis sr., General und Präsident der Union Pacific Railroad sowie die Brüder von Charles Francis jr., der Historiker Brooks Adams sowie der Historiker und Kulturphilosoph Henry Adams mit seiner Frau Marian Hooper Adams.

## Geschichte der Gedenkstätte
Erstmals wurde ein Teil der heutigen Gedenkstätte 1946 als Adams Mansion National Historic Site gegründet. Sie wurde 1952 in Adams National Historic Site umbenannt, und 1960 wurden die beiden Geburtshäuser als National Historic Landmarks ausgewiesen. Der Gesamtkomplex wurde am 2. November 1998 in einen national historical park umgewidmet.